# Ernest Bloch (Ökonom)
Ernest Bloch (geboren 29. Januar 1921 in Baden-Baden; gestorben 15. Mai 1998 in New York City) war ein US-amerikanischer Ökonom. 

## Leben
Ernest Bloch entstammte einer jüdischen Familie, er war ein Sohn des Kaufmanns Gustav Bloch (1883–1938) und der Dora Hammel (1896–), sein Vater wurde 1938 in Konzentrationslager Dachau ermordet. Nach der Machtübergabe an die Nationalsozialisten 1933 schickten seine Eltern ihn zum weiteren Schulbesuch zu Verwandten nach Frankreich. 1936 ging er zu anderen Verwandten in die USA, wo er eine kaufmännische Lehre im Lederhandel machte. Von 1939 bis 1947 besuchte er das City College of New York, unterbrochen von 1942 bis 1945 vom Militärdienst in einer Nachrichteneinheit, wofür er mit einem Bronze Star ausgezeichnet wurde. 1943 erhielt er die amerikanische Staatsbürgerschaft. 1948/49 studierte er an der Columbia University mit einem Master-Abschluss. Bloch wurde 1962 an der New School for Social Research mit der Dissertation Corporate Liquidity Preference bei Adolph Lowe, Alfred Kähler und Hans Neisser promoviert. 
Bloch arbeitete von 1949 bis 1962 als Ökonom an der Federal Reserve Bank of New York in New York City. Er wurde 1962 Associate Professor und 1965 Professor für Finanzwissenschaft an der New York University und lehrte Unternehmensfinanzierung, Finanzmärkte und Investment-Banking. Mit seiner Emeritierung erhielt er 1986 die „Charles William Gerstenberg Professorship in Banking and Finance“. Bloch war Mitglied der American Economic Association. 
Bloch war seit 1946 verheiratet mit Amy Weiss (geb. 1924), ihr Sohn Geoffrey wurde 1958 geboren. 

## Schriften (Auswahl)
- (Koautor): Federal Credit Agencies. Englewood Cliffs, 1963
- (Koautor): Financial Institution and Markets. Boston, 1970
- (Mitherausgeber): Impending Changes for Securities Markets. Greenwich, 1979
- Inside Investment Banking. Homewood, 1986 (Second Edition 1988)